# Halton Hills
Halton Hills je město v provincii Ontario v Kanadě. Nachází se na řece Credit ve vzdálenosti 60 km od centra Toronta. V roce 2011 ve městě žilo 59 008 obyvatel.

## Dějiny
Město vzniklo v roce 1974 spojením Georgetownu s Actonem, Esquesingem a malou částí Oakville, která ležela severně od Ontario Highway 401. Je součástí regionu Halton, který je součástí oblasti Velkého Toronta.